# Pradas (Alt Loira)
Prades és un municipi francès situat al departament de l'Alt Loira i a la regió d'Alvèrnia-Roine-Alps. L'any 2007 tenia 60 habitants.

## Demografia

### Població
El 2007 la població de fet de Prades era de 60 persones. Hi havia 36 famílies de les quals 12 eren unipersonals (8 homes vivint sols i 4 dones vivint soles), 20 parelles sense fills i 4 parelles amb fills.
La població ha evolucionat segons el següent gràfic:
Habitants censats

### Habitatges
El 2007 hi havia 135 habitatges, 35 eren l'habitatge principal de la família, 90 eren segones residències i 10 estaven desocupats. 131 eren cases i 1 era un apartament. Dels 35 habitatges principals, 33 estaven ocupats pels seus propietaris i 2 estaven cedits a títol gratuït; 1 tenia una cambra, 9 en tenien tres, 12 en tenien quatre i 13 en tenien cinc o més. 22 habitatges disposaven pel capbaix d'una plaça de pàrquing. A 22 habitatges hi havia un automòbil i a 10 n'hi havia dos o més.

### Piràmide de població
La piràmide de població per edats i sexe el 2009 era:
| Homes | Edats   | Dones |
| ----- | ------- | ----- |
| 0     | 95 o +  | 0     |
| 0     | 90 a 94 | 0     |
| 0     | 85 a 89 | 4     |
| 0     | 80 a 84 | 4     |
| 0     | 75 a 79 | 0     |
| 0     | 70 a 74 | 0     |
| 4     | 65 a 69 | 0     |
| 4     | 60 a 64 | 4     |
| 0     | 55 a 59 | 4     |
| 4     | 50 a 54 | 0     |
| 0     | 45 a 49 | 8     |
| 0     | 40 a 44 | 4     |
| 4     | 35 a 39 | 0     |
| 4     | 30 a 34 | 0     |
| 0     | 25 a 29 | 0     |
| 4     | 20 a 24 | 0     |
| 0     | 15 a 19 | 0     |
| 0     | 10 a 14 | 0     |
| 0     | 5 a 9   | 0     |
| 0     | 0 a 4   | 0     |

## Economia
El 2007 la població en edat de treballar era de 39 persones, 17 eren actives i 22 eren inactives. De les 17 persones actives 15 estaven ocupades (8 homes i 7 dones) i 2 estaven aturades (2 homes). De les 22 persones inactives 16 estaven jubilades, 1 estava estudiant i 5 estaven classificades com a «altres inactius».
Activitats econòmiques
Dels 3 establiments que hi havia el 2007, 1 era d'una empresa alimentària, 1 d'una empresa de comerç i reparació d'automòbils i 1 d'una empresa d'hostatgeria i restauració.
L'únic establiment comercial que hi havia el 2009 era una fleca.

## Poblacions més properes
El següent diagrama mostra les poblacions més properes.